# Bachar Kouatly
Bachar Kouatly (Damasc, 3 de març de 1958) és un jugador d'escacs sirio-francès que té el títol de Gran Mestre des de 1989. És el director d'Europe Échecs.
A la llista d'Elo de la FIDE del febrer de 2016, hi tenia un Elo de 2462 punts, cosa que en feia el jugador número 45 (en actiu) de França. El seu màxim Elo va ser de 2520 punts, a la llista de juliol de 1993 (posició 236 al rànquing mundial).

## Resultats destacats en competició
El 1979 fou campió de França a Courchevel. El 1988 fou segon a l'Obert de Marsella in 1988 i a l'Obert de Ginebra.

### Participació en olimpíades d'escacs
Kouatly ha participat, representant Líbia (un cop) i França, en sis Olimpíades d'escacs entre els anys 1980 i 1992 (un cop com a 1r tauler), amb un resultat de (+20 =24 –15), per un 54,2% de la puntuació. El seu millor resultat el va fer a l'Olimpíada del 1986 en puntuar 6 de 9 (+4 =4 -1), amb el 66,7% de la puntuació, amb una performance de 2468.